# 유연채의 뉴스의 눈
유연채의 뉴스의 눈은 대한민국에서 월~금 오전 11시 50분~오후 1시 50분에 텔레비전으로 방송되었던 TV조선의 주중 낮 시간대 뉴스 프로그램이다.

## 그 외 TV조선 뉴스 프로그램
- 뉴스와이드 활
- 뉴스와이드 참
- TV조선 뉴스 판
- TV조선 주말뉴스 토.일

## 동시간대 경쟁 프로그램
- JTBC 뉴스 정오의 현장 (JTBC)
- MBN 뉴스광장 (매일방송)
- 채널A 뉴스현장 (채널A)